# Infantile Makromastie
Infantile Makromastie (lat. für „kindliche Brustvergrößerung“) ist eine im Kindesalter auftretende Vergrößerung der Brustdrüsen. Ursache ist zumeist die abortive Reifung einzelner Eizellen. Eine Behandlung ist nicht notwendig, da sich die Brustanbildung zumeist binnen einiger Monate zurückbildet. Eine ärztliche Kontrolle ist dennoch sinnvoll, um eventuelle weitere Estrogenisierungsmerkmale zu erkennen.
Differentialdiagnostisch ist vor allem ein McCune-Albright-Syndrom (Syn. Fibröse Dysplasie) mit Ovarialzysten, Estrogenisierungsmerkmalen, Café-au-lait-Flecken und Knochenzysten auszuschließen.